# Alegeri parlamentare în Republica Sovietică Socialistă Moldovenească, 1990
Alegerile parlamentare în Republica Sovietică Socialistă Moldova  au avut loc în februarie - martie 1990. Parlamentul de legislatura a XII-a a activat între 1990-1994.

## Rezultate
Alegerile pentru Sovietul Suprem al RSS Moldova au avut loc în februarie-martie 1990. Ele au fost pe principii noi, în baza sistemului electoral majoritar. Deși Partidul Comunist al Moldovei (PCM) era singurul înregistrat pentru a participa la alegeri, candidaților opoziției li s-a permis să candideze ca independenți. Candidații la mandatul de deputat erau propuși de colectivele de muncăși organizațiile obștești. Numărul acestora oscila într-o circumscripție electorală de la 2 la 20 de persoane. În urma scrutinului, în Sovietul Suprem al Republicii Sovietice Socialiste 
Moldovenești de legislatura a XII-a de atunci, au fost aleși 371 de deputați. Împreună cu grupările afiliate, Frontul Popular din Moldova a câștigat o victorie importantă. Susținătorii Frontului Popular din Moldova au obținut aproximativ 27% din locurile în parlament; împreună cu comuniștii moderați, în principal cei din zonele rurale, ei dețineau majoritatea. 
Prima ședință a parlamentului a avut loc la 17 aprilie 1990.
La 23 iunie 1990 deputații au adoptat Declarația de Suveranitate, iar la 27 august 1991, 278 de deputați au votat Declarația de Independență a Republicii Moldova. Pentru aceasta, în 2012, Președintele Republicii Moldova Nicolae Timofti le-a conferit „Ordinul Republicii” (celor care încă nu-l aveau).

## Deputați aleși
| Nume                    | Circumscripție electorală         | Ocupație la data alegerii                                                                  |
| ----------------------- | --------------------------------- | ------------------------------------------------------------------------------------------ |
| Petru Chimirciuc        | Orașul Bălți                      | medic-șef al Spitalului Orășenesc nr. 1 din Bălți                                          |
| Anatol Conoplin         | Orașul Bălți                      | șef de sector ICȘ „RIF” al AP „Lenin”                                                      |
| Valeriu Egorov          | Orașul Bălți                      | maistru-controlor la AP „Lenin”                                                            |
| Vasile Iovv             | Orașul Bălți                      | prim-secretar al CO al PCM Bălți                                                           |
| Vladimir Iuzvenco       | Orașul Bălți                      | șef al depoului de locomotive                                                              |
| Valentin Leșinski       | Orașul Bălți                      | reprezentant permanent al R. Moldova în Sovietul Miniștrilor al URSS                       |
| Victor Morev            | Orașul Bălți                      | președinte al CEO Bălți                                                                    |
| Dumitru Pălărie         | Orașul Bălți                      | secretar al CO al PCM Bălți                                                                |
| Vitalie Pritula         | Orașul Bălți                      | secretar al doilea al CO al PCM Bălți                                                      |
| Valeriu Serjant         | Orașul Bălți                      | șeful Secției vize și înregistrare a cetățenilor străini din Bălți                         |
| Mihai Șabarcin          | Orașul Bălți                      | șef de direcție „Moldavtopromtorg”                                                         |
| Fiodor Zlatov           | Orașul Bălți                      | șef de secție AP „Lenin”                                                                   |
|                         |                                   |                                                                                            |
| Mihail Catcov           | Orașul Bender                     | șef al Secției politice, unitatea militară 33867                                           |
| Anatol Coleghin         | Orașul Bender                     | șeful Trustului de construcții din Bender                                                  |
| Alexandru Efanov        | Orașul Bender                     | brigadier la Uzina de beton armat nr. 3 din Bender                                         |
| Danil Matcin            | Orașul Bender                     | director al sovhozului „Bender”                                                            |
| Constantin Novoderejkin | Orașul Bender                     | director general al Agrofirmei „Varnița”                                                   |
| Ghimn Pologov           | Orașul Bender                     | director al AP „Electrofarfor”                                                             |
| Pavel Țîmai             | Orașul Bender                     | prim-secretar al Comitetului Raional al PCM Bender                                         |
| Anatol Țurcanu          | Orașul Bender                     | președinte CR Bender                                                                       |
| Ludmila Silicenko       | Orașul Bender                     | director general la Combinatul de mătase                                                   |
| Piotr Volkov            | Orașul Bender                     | director general, AP „Bendertrans”                                                         |
| Grigore Volovoi         | Orașul Bender                     | secretar al biroului de partid la Uzina experimentală din Bender                           |
| Oleg Zapoliski          | Orașul Bender                     | președinte al Consiliului orășenesc al veteranilor din Bender                              |
|                         |                                   |                                                                                            |
| Gheorghe Amihalachioaie | Orașul Chișinău                   | avocat, Consultația juridică, raionul Lenin                                                |
| Nicolae Andronatii      | Orașul Chișinău                   | inginer-electronist                                                                        |
| Nicolae Andronic        | Orașul Chișinău                   | referent la Prezidiul Sovietului Suprem al RSSM                                            |
| Ion Batcu               | Orașul Chișinău                   | docent la Institutul de Stat de Medicină din Chișinău                                      |
| Elena Bălan             | Orașul Chișinău                   | șefa Policlinicii AM nr. 4 Chișinău                                                        |
| Victor Berlinschi       | Orașul Chișinău                   | președinte al Judecătoriei populare a raionului Sovietic                                   |
| Gheorghe Bogdanov       | Orașul Chișinău                   | șef-adjunct al Direcției aviației civile                                                   |
| Vladimir Bondarenco     | Orașul Chișinău                   | director al Uzinei 425 AC                                                                  |
| Gheorghe Cîrlan         | Orașul Chișinău                   | Judecătoria populară Octombrie                                                             |
| Anatol Chiriac          | Orașul Chișinău                   | șef al redacției muzicale radio la Radioteleviziunea națională                             |
| Vitalie Ciorap          | Orașul Chișinău                   | economist                                                                                  |
| Vladlen Colesov         | Orașul Chișinău                   | militar                                                                                    |
| Valentin Colun          | Orașul Chișinău                   | șef al Secției juridice a AP „Sciotmaș”                                                    |
| Ilie Coșanu             | Orașul Chișinău                   | directorul Școlii medii nr. 32 din Chișinău                                                |
| Valentin Cunev          | Orașul Chișinău                   | locțiitorul președintelui CEO Chișinău                                                     |
| Stepan Curtev           | Orașul Chișinău                   | șef al SAIR Octombrie                                                                      |
| Grigore Cușmăunsă       | Orașul Chișinău                   | președinte al Asociației „Moldvinprom”                                                     |
| Anatol Davîdov          | Orașul Chișinău                   | șef al Secției orășenești a Afacerilor Interne (or. Chișinău)                              |
| Vladimir Dobrea         | Orașul Chișinău                   | președinte al CEO Chișinău                                                                 |
| Mihai Ghimpu            | Orașul Chișinău                   | consultant juridic al Trustului „Spețstroimehanizația”                                     |
| Alexandru Gorodnicenco  | Orașul Chișinău                   | prim-secretar al Comitetului Raional al Comsomolului                                       |
| Semion Guranda          | Orașul Chișinău                   | medic-șef adjunct la COMC                                                                  |
| Pavel Gusac             | Orașul Chișinău                   | docent, Institutul de Stat de Medicină din Chișinău                                        |
| Gheorghe Hioară         | Orașul Chișinău                   | docent USM                                                                                 |
| Dumitru Holban          | Orașul Chișinău                   | profesor, Institutul Agricol                                                               |
| Anatol Ivanov           | Orașul Chișinău                   | director al Institutului „Moldproiectmobeli”                                               |
| Valentin Krîlov         | Orașul Chișinău                   | inginer-șef, Uzina „Signal”                                                                |
| Ludmila Lașcionova      | Orașul Chișinău                   | prim-secretar al Comitetului Raional Lenin al PCM                                          |
| Valeriu Lebedev         | Orașul Chișinău                   | colaborator științific AȘM                                                                 |
| Veaceslav Litvinenco    | Orașul Chișinău                   | director al Școlii Medii nr. 8                                                             |
| Anatol Lisețki          | Orașul Chișinău                   | șef al Catedrei de istorie a URSS a USM                                                    |
| Vladlen Lîiurov         | Orașul Chișinău                   | președinte-adjunct a Consiliului republican „Dinamo”                                       |
| Ion Madan               | Orașul Chișinău                   | energetician-șef la Trustul „Moldsviazistroi” Durlești                                     |
| Iurie Maxuta            | Orașul Chișinău                   | președinte al comitetului sindical AP „Sciotmaș”                                           |
| Svetlana Mîslițcaia     | Orașul Chișinău                   | președinte al CR Sovietic                                                                  |
| Nicolae Misail          | Orașul Chișinău                   | corespondent la ziarul „Moldova Socialistă”                                                |
| Andrei Moraru           | Orașul Chișinău                   | director al Asociației gestionare de comerț exterior „Moldex”                              |
| Petru Muntean           | Orașul Chișinău                   | președinte al Judecătoriei populare a raionului Nistru                                     |
| Vasile Nedelciuc        | Orașul Chișinău                   | inginer-electrician, docent                                                                |
| Ion Negură              | Orașul Chișinău                   | șef de catedră, pedagog                                                                    |
| Valentin Nicolaenco     | Orașul Chișinău                   | director al Institutului „MoldGINTIz”                                                      |
| Victor Nikulin          | Orașul Chișinău                   | director al Uzinei „Mezon”                                                                 |
| Dumitru Noroc           | Orașul Chișinău                   | medic-șef al Spitalului orășenesc nr. 4 Chișinău                                           |
| Alexandru Ohotnicov     | Orașul Chișinău                   | șef de secție la AȘP „Moldovaghidromaș”                                                    |
| Olga Ojoga              | Orașul Chișinău                   | șef de grup „MoldASUmebeli”                                                                |
| Tudor Panțîru           | Orașul Chișinău                   | președinte al Judecătoriei populare r-l Frunze                                             |
| Larisa Pokotilova       | Orașul Chișinău                   | inginer-șef la Institutul „Kvant”                                                          |
| Eugen Popușoi           | Orașul Chișinău                   | decan al Institutului de Stat de Medicină din Chișinău                                     |
| Ion Prisăcaru           | Orașul Chișinău                   | șef de catedră la Institutul de Stat de Medicină din Chișinău                              |
| Alexandra Raiu          | Orașul Chișinău                   | sudor                                                                                      |
| Anatol Rusanov          | Orașul Chișinău                   | director al Institutului „MoldNIIINTI”                                                     |
| Ion Rusu                | Orașul Chișinău                   | inspector în secția cadre la Oficiul vamal Chișinău                                        |
| Mircea Rusu             | Orașul Chișinău                   | director general al AȘP „Moldhidromaș”                                                     |
| Andrei Safonov          | Orașul Chișinău                   | profesor de istorie                                                                        |
| Vladimir Solonari       | Orașul Chișinău                   | istoric                                                                                    |
| Ion Stepanenco          | Orașul Chișinău                   | șef al Direcției „Mehremstroizapciasti”                                                    |
| Piotr Șornikov          | Orașul Chișinău                   | colaborator la Institutul de Istorie al Academiei de Științe a RSSM                        |
| Vasile Șova             | Orașul Chișinău                   | prim-secretar al Comitetului Raional al ULCTM                                              |
| Constantin Tampiza      | Orașul Chișinău                   | șef de secție al Comitetului Central al PCM                                                |
| Ion Tanas               | Orașul Chișinău                   |                                                                                            |
| Ilia Trombițki          | Orașul Chișinău                   | colaborator științific la Institutul “MoldNIRS”                                            |
| Constantin Țurcan       | Orașul Chișinău                   | medic-șef, Spitalul de psihiatrie din Chișinău                                             |
| Ion Ungureanu           | Orașul Chișinău                   | regizor la Teatrul Armatei Sovietice                                                       |
| Vasile Ursu             | Orașul Chișinău                   | președinte al CE al Sovietului raional Dnestrovsc                                          |
| Vitalie Zavgorodni      | Orașul Chișinău                   | comisar militar al raionului Octombrie                                                     |
| Iuri Zinoviev           | Orașul Chișinău                   | președinte al „Agropromstroi”                                                              |
| Vitali Znagovan         | Orașul Chișinău                   |                                                                                            |
|                         |                                   |                                                                                            |
| Victor Arestov          | Orașul Tiraspol                   | medic-șef la Policlinica stomatologică                                                     |
| Anatoli Bolșakov        | Orașul Tiraspol                   | director general al AP „Tocilitmaș”                                                        |
| Valentin Cicikin        | Orașul Tiraspol                   | director general al APȘ „Dnestr”                                                           |
| Victor Constantinov     | Orașul Tiraspol                   | locțiitorul președintelui CEO Tiraspol                                                     |
| Lidia Dicusar           | Orașul Tiraspol                   | muncitoare, Combinatul de bumbac din Tiraspol                                              |
| Vladimir Emilianov      | Orașul Tiraspol                   | lăcătuș, Uzina „Litmaș”                                                                    |
| Vitalie Glebov          | Orașul Tiraspol                   | secretar al Comitetului Raional al PCM Tiraspol                                            |
| Andrei Manoilov         | Orașul Tiraspol                   | șofer, AP „Tiraspoltrans”                                                                  |
| Alexandru Morozov       | Orașul Tiraspol                   | secretar-adjunct al comitetului de partid la Centrala electrică moldovenească din Tiraspol |
| Vilor Ordin             | Orașul Tiraspol                   | director al Asociației de producere a țesăturilor din bumbac                               |
| Veniamin Potașev        | Orașul Tiraspol                   | laborant la Uzina de autorefrigeratoare                                                    |
| Evgheni Pușneac         | Orașul Tiraspol                   | director al Uzinei de metalolitografie                                                     |
| Vladimir Rîleakov       | Orașul Tiraspol                   | tehnolog                                                                                   |
| Nicolai Riumin          | Orașul Tiraspol                   | șef al „SU-29”                                                                             |
| Igor Smirnov            | Orașul Tiraspol                   | președintele Comitetului orășenesc al deputaților poporului din Tiraspol                   |
| Leonid Țurcan           | Orașul Tiraspol                   | prim-secretar al Comitetului Raional al PCM Tiraspol                                       |
| Anna Volkova            | Orașul Tiraspol                   | docent, IPT „Șevcenko”                                                                     |
| Piotr Zalojkov          | Orașul Tiraspol                   | brigadier la Uzina Litmaș”                                                                 |
|                         |                                   |                                                                                            |
| Valentin Oglindă        | Raionul Anenii Noi                | președinte al CE al Sovietului sătesc Mereni                                               |
| Sava Platon             | Raionul Anenii Noi                | șef de secție al Sovietului Raional Anenii Noi                                             |
| Anatol Popușoi          | Raionul Anenii Noi                | agronom                                                                                    |
| Alexandru Snegur        | Raionul Anenii Noi                | director de sovhoz, s. Speia                                                               |
| Anatol Țurcanu          | Raionul Anenii Noi                | președinte al Asociației “Moldhlebproduct”                                                 |
| Serafim Urecheanu       | Raionul Anenii Noi                | președinte al CR Anenii Noi                                                                |
|                         |                                   |                                                                                            |
| Iurie Gherasimov        | Raionul Basarabeasca              | șef la Căile Ferate ale Moldovei                                                           |
| Fiodor Marinov          | Raionul Basarabeasca              | profesor, Școala Medie din s. Avdarma                                                      |
| Alecu Reniță            | Raionul Basarabeasca              | șef al secției publicistică la ziarul „Literatura și Arta”                                 |
| Petru Tărîță            | Raionul Basarabeasca              | președinte de colhoz, s. Sadaclia                                                          |
|                         |                                   |                                                                                            |
| Valeriu Bulgari         | Raionul Briceni                   | președintele al CE al SR Briceni                                                           |
| Vasile Cojocaru         | Raionul Briceni                   | președinte de colhoz, s. Drepcăuți                                                         |
| Vladimir Gudumac        | Raionul Briceni                   | prim-secretar al Comitetului Raional al PCM Briceni                                        |
| Petru Lucinschi         | Raionul Briceni                   | prim-secretar al Comitetului Central al PCM                                                |
| Ion Pădureț             | Raionul Briceni                   | președinte de colhoz, s. Șirăuți                                                           |
| Ion Scutaru             | Raionul Briceni                   | președinte de colhoz, s. Bălăsinești                                                       |
| Anatol Simac            | Raionul Briceni                   | șef al Secției raionale Briceni a Afacerilor Interne                                       |
| Mihai Voloșin           | Raionul Briceni                   | președinte al Asociației intergospodărești de construcții                                  |
|                         |                                   |                                                                                            |
| Alexandru Arseni        | Raionul Cahul                     | funcționar, Secția de repartizare a spațiului locativ a CE orășenesc Chișinău              |
| Grigore Bratunov        | Raionul Cahul                     | președintele CER Cahul                                                                     |
| Valdemar Cirt           | Raionul Cahul                     | director general AP Cahul „Minmestprombît”                                                 |
| Mihai Guslikov          | Raionul Cahul                     | director al Trustului „Agropromgrajdanstroi” din Cahul                                     |
| Ion Palii               | Raionul Cahul                     | prim-secretar CO PCM Cahul                                                                 |
| Nicolae Todos           | Raionul Cahul                     | director de sovhoz, s. Andrușul de Sus                                                     |
|                         |                                   |                                                                                            |
| Alexandru But           | Raionul Camenca                   | ziarul „Dnestr”                                                                            |
| Vladimir Carauș         | Raionul Camenca                   | președinte de colhoz, s. Cuhureștii de Sus                                                 |
| Pavel Dubălari          | Raionul Camenca                   | prim-secretar al Comitetului Raional al PCM Camenca                                        |
| Grigore Evstratii       | Raionul Camenca                   | președinte de colhoz, s. Hrustovaia                                                        |
| Gheorghe Grosu          | Raionul Camenca                   | președinte de colhoz, s. Cunicea                                                           |
| Mihai Popovici          | Raionul Camenca                   | conducător al Centrului republican de diagnostică                                          |
|                         |                                   |                                                                                            |
| Călin Botica            | Raionul Cantemir                  | director de sovhoz, s. Gotești                                                             |
| Andrei Cabac            | Raionul Cantemir                  | lector la Institutul de Stat de Medicină, chirurg                                          |
| Ion Neagu               | Raionul Cantemir                  | secretar al Comitetului Raional al PCM Cantemir                                            |
| Valeriu Obreja          | Raionul Cantemir                  | agronom, s. Victorovca                                                                     |
| Pantelei Pîrvan         | Raionul Cantemir                  | președintele al Sovietului deputaților, s. Baimaclia                                       |
|                         |                                   |                                                                                            |
| Nicolae Dabija          | Raionul Căinari                   | redactor-șef „Literatura și Arta”                                                          |
| Vasile Vatamanu         | Raionul Căinari                   | redactor-șef adjunct la ziarul „Progres”                                                   |
| Ion Pălăncica           | Raionul Căinari                   | prim-secretar al Comitetului Raional al PCM Gangura                                        |
| Andrei Țurcanu          | Raionul Căinari                   | colaborator științific, Institutul de Limbă și Literatură al AȘM                           |
|                         |                                   |                                                                                            |
| Tudor Bobescu           | Raionul Călărași                  | director de sovhoz                                                                         |
| Alexandru Buruian       | Raionul Călărași                  | col. șt. la Institutul marxism-leninismului de pe lângă CC al PCUS                         |
| Petru Caterev           | Raionul Călărași                  | șef al Secției chirurgie al SRC Călărași                                                   |
| Semion Gurghiș          | Raionul Călărași                  | director de sovhoz, s. Pitușca                                                             |
| Ștefan Maimescu         | Raionul Călărași                  | corespondent „Gosteleradio”                                                                |
| Ion Munteanu            | Raionul Călărași                  | director al Școlii Medii, s. Vălcineț                                                      |
| Tudor Olaru             | Raionul Călărași                  | prim-secretar al Comitetului Raional al PCM Călărași                                       |
|                         |                                   |                                                                                            |
| Sergiu Chircă           | Raionul Căușeni                   | șef al Catedrei de economie a USM                                                          |
| Ion Cojocaru            | Raionul Căușeni                   | director al CAI Căușeni                                                                    |
| Grigore Jelihovski      | Raionul Căușeni                   | protoiereu                                                                                 |
| Gheorghe Mazilu         | Raionul Căușeni                   | critic literar, revista „Nistru”                                                           |
| Eugen Pîslaru           | Raionul Căușeni                   | prim-secretar al Comitetului Raional al PCM Căușeni                                        |
| Ion Ungureanu           | Raionul Căușeni                   | jurist                                                                                     |
|                         |                                   |                                                                                            |
| Tudor Angheli           | Raionul Ceadîr-Lunga              | director al ATEM                                                                           |
| Vladimir Capanji        | Raionul Ceadîr-Lunga              | medic-psihiatru                                                                            |
| Fiodor Carapunarlî      | Raionul Ceadîr-Lunga              | inginer-șef, s. Baurci                                                                     |
| Vasile Costov           | Raionul Ceadîr-Lunga              | savant, agronom                                                                            |
| Stepan Curoglo          | Raionul Ceadîr-Lunga              | istoric, AȘM                                                                               |
| Piotr Pascari           | Raionul Ceadîr-Lunga              | savant, agronom                                                                            |
|                         |                                   |                                                                                            |
| Iovu Bivol              | Raionul Cimișlia                  | agronom, s. Iurevca                                                                        |
| Andrei Cubasov          | Raionul Cimișlia                  | președinte de colhoz, s. Gura Galbenă                                                      |
| Petru Griciuc           | Raionul Cimișlia                  | prim-secretar al Comitetului Raional al PCM Cimișlia                                       |
| Tudor Negru             | Raionul Cimișlia                  | docent, Facultatea de drept a USM                                                          |
| Ignat Vasilachi         | Raionul Cimișlia                  | metodist la Palatul pionierilor                                                            |
|                         |                                   |                                                                                            |
| Constantin Capsamun     | Raionul Comrat                    | președinte de colhoz, s. Dezghingea                                                        |
| Ivan Chior              | Raionul Comrat                    | președinte de colhoz, s. Beșalma                                                           |
| Gheorghe Ciobanu        | Raionul Comrat                    | director de sovhoz                                                                         |
| Gavril Frangu           | Raionul Comrat                    | președinte de colhoz, s. Congaz                                                            |
| Mihail Kendighelean     | Raionul Comrat                    | profesor, Școala Medie nr. 1 din Comrat                                                    |
| Constantin Taușanji     | Raionul Comrat                    | președinte al CE al Sovietului raional Comrat de deputați ai poporului                     |
| Stepan Topal            | Raionul Comrat                    | inginer-constructor                                                                        |
|                         |                                   |                                                                                            |
| Vladimir Beșleagă       | Raionul Cotovsc (azi Hîncești)    | scriitor                                                                                   |
| Ion Ciuntu              | Raionul Cotovsc (azi Hîncești)    | preot                                                                                      |
| Dumitru Crețu           | Raionul Cotovsc (azi Hîncești)    | președinte de colhoz, s. Cărpineni                                                         |
| Mihai Dimitriu          | Raionul Cotovsc (azi Hîncești)    | vicedirector al ȘPT nr. 88 din Cotovsc                                                     |
| Valentin Lefter         | Raionul Cotovsc (azi Hîncești)    | prim-secretar al Comitetului Raional al PCM Cotovsc                                        |
| Iacob Negru             | Raionul Cotovsc (azi Hîncești)    | președinte de colhoz, s. Sărata Galbenă                                                    |
| Vasile Sajin            | Raionul Cotovsc (azi Hîncești)    | pedagog, Școala Medie, s. Logănești                                                        |
| Constantin Tănase       | Raionul Cotovsc (azi Hîncești)    | filolog, AȘM                                                                               |
| Gheorghe Trestianu      | Raionul Cotovsc (azi Hîncești)    | director al sovhozului „Lăpușna”                                                           |
|                         |                                   |                                                                                            |
| Ion Chiriac             | Raionul Criuleni                  | președinte de colhoz, s. Hîrtopul Mare                                                     |
| Gheorghe Ghimpu         | Raionul Criuleni                  | secretar al CE al Frontului Popular                                                        |
| Ion Novac               | Raionul Criuleni                  | președinte al Sovietului raional Criuleni de deputați ai poporului                         |
| Anatol Plugaru          | Raionul Criuleni                  | director-adjunct, „Moldova-film”                                                           |
| Ion Popov               | Raionul Criuleni                  | președinte al CR Criuleni                                                                  |
| Dumitru H. Postovan     | Raionul Criuleni                  | procuror-adjunct, Procuratura RSSM                                                         |
|                         |                                   |                                                                                            |
| Ananie Badan            | Raionul Dondușeni                 | prim-secretar al Comitetului Raional al PCM Dondușeni                                      |
| Petru Bodorin           | Raionul Dondușeni                 | președinte de colhoz, s. Târnova                                                           |
| Boris Carandiuc         | Raionul Dondușeni                 | director al RE „Nord-Vest”                                                                 |
| Emil Mazureac           | Raionul Dondușeni                 | președinte de colhoz, s. Cernoleuca                                                        |
| Victor Pușcaș           | Raionul Dondușeni                 | vicepreședinte al Prezidiului Sovietului Suprem al RSSM                                    |
|                         |                                   |                                                                                            |
| Gheorghe Beliciuc       | Raionul Drochia                   | prim-secretar al Comitetului Raional al PCM Drochia                                        |
| Ion Buga                | Raionul Drochia                   | doctor în șt. istorice, USM                                                                |
| Mihai Gajiu             | Raionul Drochia                   | președinte de colhoz, s. Gribova                                                           |
| Valerian Gherman        | Raionul Drochia                   | președinte de colhoz, s. Drochia                                                           |
| Ion Grigoraș            | Raionul Drochia                   | preot                                                                                      |
| Lidia Istrati           | Raionul Drochia                   | director al Muzeului de Literatură „D. Cantemir”                                           |
| Petru Lupașcu           | Raionul Drochia                   | președinte de colhoz, s. Șura                                                              |
| Dumitru Gh. Postovan    | Raionul Drochia                   | președinte al colhozului „B. Glavan”                                                       |
|                         |                                   |                                                                                            |
| Petru Brașoveanu        | Raionul Dubăsari                  | președinte de colhoz, s. Molovata                                                          |
| Victor Diucarev         | Raionul Dubăsari                  | zootehnician-șef AȘP „Moldptițeprom”                                                       |
| Ion Mițcul              | Raionul Dubăsari                  | președinte al Comitetului Raional al PCM                                                   |
| Mihai Mușumanschi       | Raionul Dubăsari                  | director general la Asociația „Moldtoplivo”                                                |
| Boris Pălărie           | Raionul Dubăsari                  | prim-secretar al Comitetului Raional al PCM Dubăsari                                       |
| Valentina Podgornaia    | Raionul Dubăsari                  | director al fabricii „Șveinaia”                                                            |
| Serghei Popa            | Raionul Dubăsari                  | președinte al Sovietului raional Dubăsari de deputați ai poporului                         |
|                         |                                   |                                                                                            |
| Gheorghe Ciorba         | Raionul Edineț                    | prim-secretar al Comitetului Raional al PCM Edineț                                         |
| Sergiu Coșceev          | Raionul Edineț                    | director al minei „Calininsc”, or. Calininsc                                               |
| Valentin Dolganiuc      | Raionul Edineț                    | inginer-mecanic, s. Zăbriceni                                                              |
| Anatol Ivanov           | Raionul Edineț                    | director al Asociației pentru construcția mașinilor-unelte                                 |
| Vasile Nestor           | Raionul Edineț                    | președinte de colhoz                                                                       |
| Petru Poiată            | Raionul Edineț                    | șef al Secției scrisori, ziarul raional „Lenineț”                                          |
| Dumitru Puntea          | Raionul Edineț                    | președinte de colhoz, s. Burlăceni                                                         |
| Anatol Zelenschi        | Raionul Edineț                    | director al Sovhozului-tehnicum de zootehnie din Edineț                                    |
|                         |                                   |                                                                                            |
| Grigore Bordeianu       | Raionul Fălești                   | decan al Facultății CIC, Institutul Politehnic din Chișinău                                |
| Mihai Goncearenco       | Raionul Fălești                   | președinte de colhoz, s. Mărăndeni                                                         |
| Dumitru Moțpan          | Raionul Fălești                   | președinte de colhoz                                                                       |
| Mihai Popovici          | Raionul Fălești                   | președinte de colhoz, s. Catranâc                                                          |
| Andrei Rusnac           | Raionul Fălești                   | șef al „PMK-7”                                                                             |
| Gheorghe Slabu          | Raionul Fălești                   | docent la Institutul Agricol din Chișinău                                                  |
| Vasile Ursachi          | Raionul Fălești                   | președinte de colhoz, s. Izvoare                                                           |
| Mihai Volontir          | Raionul Fălești                   | director artistic al Teatrului Dramatic din Bălți                                          |
|                         |                                   |                                                                                            |
| Ion Costaș              | Raionul Florești                  | general, președintele CC al „DOSAAF”                                                       |
| Sergiu Manea            | Raionul Florești                  | șef al fermei de lapte, s. Băhrinești                                                      |
| Mihai Rusu              | Raionul Florești                  | secretar al Comitetului Raional al PCM Florești                                            |
| Ludmila Scalnîi         | Raionul Florești                  | președinte al Prezidiului societății moldovenești de prietenie                             |
| Anatol Șaragov          | Raionul Florești                  | director al Bazei auto nr.14                                                               |
| Victor Tocan            | Raionul Florești                  | prim-secretar al Comitetului Raional al PCM Florești                                       |
| Ion Țurcan              | Raionul Florești                  | președinte, „Constructor”                                                                  |
|                         |                                   |                                                                                            |
| Constantin Bogdan       | Raionul Glodeni                   | președinte de colhoz, s. Cajba                                                             |
| Ion Butnaru             | Raionul Glodeni                   | filolog                                                                                    |
| Ion Mărgineanu          | Raionul Glodeni                   | profesor, Școala Medie din satul Fundurii Vechi                                            |
| Mihai Plasiciuc         | Raionul Glodeni                   | locțiitorul președintelui Consiliului Raional Glodeni                                      |
| Aurel Saulea            | Raionul Glodeni                   | profesor, Institutul de Stat de Medicină din Chișinău                                      |
|                         |                                   |                                                                                            |
| Petru Carauș            | Raionul Grigoriopol               | secretar al Comitetului de partid, s. Mălăiești                                            |
| Fiodor Evtodiev         | Raionul Grigoriopol               | președinte de colhoz, s. Speia                                                             |
| Petru Poian             | Raionul Grigoriopol               | prim-secretar al Comitetului Raional al PCM Grigoriopol                                    |
| Stepan Plaținda         | Raionul Grigoriopol               | președinte de colhoz                                                                       |
| Ivan Țînnik             | Raionul Grigoriopol               | director de sovhoz, s. Hlinaia                                                             |
|                         |                                   |                                                                                            |
| Afanasie Chechiu        | Raionul Ialoveni                  | director OPH „Lenin” Băcioi                                                                |
| Mihai Cotorobai         | Raionul Ialoveni                  | lector la Catedra de drept a USM                                                           |
| Gheorghe Efros          | Raionul Ialoveni                  | șef al Secției de prelucrare a strugurilor AȘP „Ialoveni”                                  |
| Petru Soltan            | Raionul Ialoveni                  | profesor la USM                                                                            |
| Anatol Șalaru           | Raionul Ialoveni                  | colaborator științific, Institutul experimental-științific al igienei                      |
| Anton Terente           | Raionul Ialoveni                  | secretar al doilea CR PCM Ialoveni                                                         |
| Andrei Vartic           | Raionul Ialoveni                  | director artistic al Teatrului „A. Mateevici”                                              |
|                         |                                   |                                                                                            |
| Vladimir Agachi         | Raionul Lazo (azi Sîngerei)       | președinte de colhoz, s. Pepeni                                                            |
| Mihai Druță             | Raionul Lazo (azi Sîngerei)       | profesor de istorie, s. Rădoaia                                                            |
| Dumitru Grosu           | Raionul Lazo (azi Sîngerei)       | inginer-constructor, s. Țâplești                                                           |
| Ion Hadârcă             | Raionul Lazo (azi Sîngerei)       | secretar al USM                                                                            |
| Pavel Lupăcescu         | Raionul Lazo (azi Sîngerei)       | șef al Complexului zootehnic din s. Sângereii Noi                                          |
| Spiridon Martîniuc      | Raionul Lazo (azi Sîngerei)       | secretar al doilea al Comitetului Raional al PCM Lazo                                      |
| Nicolae Moraru          | Raionul Lazo (azi Sîngerei)       | președinte de colhoz                                                                       |
| Nicolae Oleinic         | Raionul Lazo (azi Sîngerei)       | președinte al CEO Lazo                                                                     |
|                         |                                   |                                                                                            |
| Pavel Bejenuță          | Raionul Leova                     | șef al Secției raionale de învățământ Leova                                                |
| Valeriu Matei           | Raionul Leova                     | consultant pentru literatura din Moldova la Uniunea Scriitorilor din URSS                  |
| Andrei Diaconu          | Raionul Leova                     | prim-secretar al CR al PCM Leova                                                           |
| Marin Beleuță           | Raionul Leova                     | adjunct al președintelui CE Leova                                                          |
|                         |                                   |                                                                                            |
| Mihai Ciorici           | Raionul Nisporeni                 | președinte al Comitetului Raional al PCM Nisporeni                                         |
| Ilarion Guidea          | Raionul Nisporeni                 | președinte al CAI „Vărzărești”                                                             |
| Mihai Lazăr             | Raionul Nisporeni                 | președinte de colhoz                                                                       |
| Gheorghe Scutaru        | Raionul Nisporeni                 | președinte de colhoz, s. Milești                                                           |
| Mihai Scutaru           | Raionul Nisporeni                 | președinte de colhoz, s. Milești                                                           |
| Mircea Snegur           | Raionul Nisporeni                 | președinte al Prezidiului Sovietului Suprem al RSSM                                        |
| Ion Tacu                | Raionul Nisporeni                 | președinte de colhoz, s. Ciuciuleni                                                        |
|                         |                                   |                                                                                            |
| Grigore Cușnir          | Raionul Ocnița                    | lucrător al CC al PCM                                                                      |
| Sergiu Fandofan         | Raionul Ocnița                    | șef de direcție la „Agropromsoiuz”                                                         |
| Vasile Gudima           | Raionul Ocnița                    | președinte de colhoz, s. Lencăuți                                                          |
| Ion Guțu                | Raionul Ocnița                    | președinte al CER Ocnița                                                                   |
| Ion Mereuță             | Raionul Ocnița                    | medic-șef adjunct la Spitalul Raional Ocnița                                               |
| Gheorghe Răducan        | Raionul Ocnița                    | director ȘPT-29                                                                            |
| Nicolae Stadinciuc      | Raionul Ocnița                    | prim-secretar al Comitetului Raional al PCM Ocnița                                         |
|                         |                                   |                                                                                            |
| Ion Borșevici           | Raionul Orhei                     | rector al Institutului Pedagogic „Ion Creangă” din Orhei                                   |
| Dumitru Cernei          | Raionul Orhei                     | președinte de colhoz, s. Bulăiești                                                         |
| Constantin Culea        | Raionul Orhei                     | director de sovhoz, s. Ivancea                                                             |
| Vladimir Darii          | Raionul Orhei                     | șeful Secției propagandă și agitație a Comitetului Raional al PCM Orhei                    |
| Nicolae Domente         | Raionul Orhei                     | prim-secretar al Comitetului Raional al PCM Orhei                                          |
| Teodor Macrinici        | Raionul Orhei                     | președinte de colhoz, s. Biești                                                            |
| Vasile Pasaniuc         | Raionul Orhei                     | director al AMT                                                                            |
| Vlad Pascaru            | Raionul Orhei                     | redactor-șef al ziarului „Plaiul Orheian”                                                  |
| Ion Popa                | Raionul Orhei                     | director de sovhoz, s. Ghetlova                                                            |
| Vasile Pruteanu         | Raionul Orhei                     | profesor, Școala medie din s. Peresecina                                                   |
| Vasile Șevcenco         | Raionul Orhei                     | președinte al CR Orhei                                                                     |
|                         |                                   |                                                                                            |
| Nadejda Brînzan         | Raionul Rezina                    | șef de secție la SCR Rezina                                                                |
| Nicolae Costin          | Raionul Rezina                    | politolog, Catedra de politologie a USM                                                    |
| Vasile Domente          | Raionul Rezina                    | prim-secretar al Comitetului Raional al PCM Rezina                                         |
| Nicolae Proca           | Raionul Rezina                    | secretar al doilea al Comitetului Raional al PCM Rezina                                    |
| Tudor Țopa              | Raionul Rezina                    | redactor-șef, ziarul „Moldova Socialistă”                                                  |
|                         |                                   |                                                                                            |
| Boris Aculov            | Raionul Rîbnița                   | Combinatul de ardezie-ciment din Rîbnița                                                   |
| Iuri Atamanenko         | Raionul Rîbnița                   | inginer DCD-14, Rîbnița                                                                    |
| Anatol Belitcenco       | Raionul Rîbnița                   | director al Uzinei metalurgice din Rîbnița                                                 |
| Evgheni Berdnikov       | Raionul Rîbnița                   | prim-secretar al CO al PCM Rîbnița                                                         |
| Nicolai Bogdanov        | Raionul Rîbnița                   | inginer-șef la Uzina metalurgică din Rîbnița                                               |
| Nadejda Cegurco         | Raionul Rîbnița                   | cusătoreasă, Fabrica de confecții din Rîbnița                                              |
| Vladimir Goncear        | Raionul Rîbnița                   | președinte al Întreprinderii „Agrogaz”, s. Popeni                                          |
| Mihai Mălai             | Raionul Rîbnița                   | șef al Direcției de construcție a drumurilor                                               |
|                         |                                   |                                                                                            |
| Semion Badrajan         | Raionul Rîșcani                   | președinte de colhoz, s. Pociumbeni                                                        |
| Mihai Bejan             | Raionul Rîșcani                   | președinte de colhoz, s. Costești                                                          |
| Valeriu Daraban         | Raionul Rîșcani                   | șef de subdiviziune, Comitetul Securității de Stat al RSSM                                 |
| Dumitru Guțu            | Raionul Rîșcani                   | prim-secretar al Comitetului Raional al PCM Rîșcani                                        |
| Valentin Mândâcanu      | Raionul Rîșcani                   | corespondent al Uniunii Scriitorilor din URSS, profesor                                    |
| Mihai Sîromeatnicov     | Raionul Rîșcani                   | președinte de colhoz, s. Leadoveni                                                         |
| Titu Serghei            | Raionul Rîșcani                   | agronom-șef, s. Leadoveni                                                                  |
| Anton Spânu             | Raionul Rîșcani                   | șef de catedră, Institutul de Stat de Medicină din Chișinău                                |
|                         |                                   |                                                                                            |
| Vasile Baboi            | Raionul Slobozia                  | președinte de colhoz, or. Pervomaisk                                                       |
| Boris Brizițchi         | Raionul Slobozia                  | președinte de colhoz, s. Copanca                                                           |
| Aleksandr Bulîcev       | Raionul Slobozia                  | savant, agronom, Slobozia                                                                  |
| Mihail Codin            | Raionul Slobozia                  | șeful Secției de propagandă a CC al PCM                                                    |
| Vasile Graf             | Raionul Slobozia                  | președinte de colhoz, s. Cioburciu                                                         |
| Vladimir Labunski       | Raionul Slobozia                  | președinte de colhoz, s. Sucleia                                                           |
| Ion Luca                | Raionul Slobozia                  | secretar al Comitetului Raional al PCM Slobozia                                            |
| Petru Nastasiuc         | Raionul Slobozia                  | președinte de colhoz, s. Parcani                                                           |
| Fiodor Nirean           | Raionul Slobozia                  | președintele CR Slobozia                                                                   |
| Nicolae Ostapenco       | Raionul Slobozia                  | președinte al CE Chițcani                                                                  |
| Anatol Salamandîk       | Raionul Slobozia                  | inginer pe gazificare                                                                      |
|                         |                                   |                                                                                            |
| Andrei Baștovoi         | Raionul Soroca                    | inginer-electronist                                                                        |
| Anatol Chișner          | Raionul Soroca                    | președintele CER al PCM Soroca                                                             |
| Jorj Crisico            | Raionul Soroca                    | președinte al cârmuirii „Avangard”                                                         |
| Ilie Mocanu             | Raionul Soroca                    | prim-secretar al Comitetului Raional al PCM Soroca                                         |
| Victor Pavlic           | Raionul Soroca                    | agronom                                                                                    |
| Nicolae Robu            | Raionul Soroca                    | preot, inginer                                                                             |
| Petru Sandulachi        | Raionul Soroca                    | colaborator științific AȘM, istoric                                                        |
| Elisei Secrieru         | Raionul Soroca                    | judecător, Judecătoria populară                                                            |
| Iurie Timoșenco         | Raionul Soroca                    | director general al Uzinei de utilaj tehnologic din Soroca                                 |
|                         |                                   |                                                                                            |
| Nicolae Alexei          | Raionul Strășeni                  | inspector, SAI Strășeni                                                                    |
| Ilie Bratu              | Raionul Strășeni                  | arendator în sovhozul „Biruința”, s. Cojușna                                               |
| Mircea Druc             | Raionul Strășeni                  | director general al Centrului național de colaborare cu țările străine                     |
| Tudor Mogâldea          | Raionul Strășeni                  | savant-agronom, s. Zubrești                                                                |
| Alexandru Moșanu        | Raionul Strășeni                  | decanul Facultății de istorie a U.S.M.                                                     |
| Mihai Poiată            | Raionul Strășeni                  | viceministru al Culturii                                                                   |
| Ion Țurcanu             | Raionul Strășeni                  | redactor-șef, Editura „Cartea Moldovenească”                                               |
| Ion Vatamanu            | Raionul Strășeni                  | șef de laborator la Institutul de Chimie al AȘM                                            |
|                         |                                   |                                                                                            |
| Dumitru Brașoveanu      | Raionul Suvorov (azi Ștefan Vodă) | membru al Judecătoriei Supreme                                                             |
| Valeriu Cibotaru        | Raionul Suvorov (azi Ștefan Vodă) | avocat la Asociația juridică „Plai”                                                        |
| Dumitru Croitor         | Raionul Suvorov (azi Ștefan Vodă) | preot, s. Slobozia                                                                         |
| Nicolae Grosu           | Raionul Suvorov (azi Ștefan Vodă) | economist, sovhozul „Miciurin”, s. Talmaza                                                 |
| Ion Lapaci              | Raionul Suvorov (azi Ștefan Vodă) | economist-șef în sovhozul din s. Cioburciu                                                 |
| Nicolae Malachi         | Raionul Suvorov (azi Ștefan Vodă) | președinte de colhoz, s. Volontirovca                                                      |
| Vasile Vartic           | Raionul Suvorov (azi Ștefan Vodă) | președinte de colhoz, s. Feștelița                                                         |
|                         |                                   |                                                                                            |
| Sergiu Argatu           | Raionul Șoldănești                | președinte de colhoz, s. Cobâlnea                                                          |
| Zosim Bodiu             | Raionul Șoldănești                | prim-secretar al CO al PCM Șoldănești                                                      |
| Valentin Burduja        | Raionul Șoldănești                | președinte al CER Șoldănești                                                               |
| Victor Reabcici         | Raionul Șoldănești                | președinte al „Gosagroprom” RSSM                                                           |
|                         |                                   |                                                                                            |
| Dumitru Cereș           | Raionul Taraclia                  | președintele CR Taraclia                                                                   |
| Chiril Darmancev        | Raionul Taraclia                  | președinte de colhoz                                                                       |
| Gheorghe Nechit         | Raionul Taraclia                  | prim-secretar al Comitetului Raional al PCM Taraclia                                       |
| Gheorghe Siumbeli       | Raionul Taraclia                  | președinte de colhoz                                                                       |
|                         | Raionul Taraclia                  |                                                                                            |
| Tudor Lefter            | Raionul Telenești                 | președintele CER Telenești                                                                 |
| Andrei Munteanu         | Raionul Telenești                 | preot                                                                                      |
| Vasile Năstase          | Raionul Telenești                 | șef de secție la ziarul „Tinerimea Moldovei”                                               |
| Mihai Străjescu         | Raionul Telenești                 | profesor de matematică, s. Verejeni                                                        |
| Ion Tăbîică             | Raionul Telenești                 | președinte de colhoz, s. Pistruieni                                                        |
| Anatol Țăranu           | Raionul Telenești                 | colaborator șt. AȘM, istoric                                                               |
|                         |                                   |                                                                                            |
| Vasile Basoc            | Raionul Ungheni                   | președinte de colhoz, s. Măcărești                                                         |
| Stepan Bogacenco        | Raionul Ungheni                   | președinte al CO Ungheni                                                                   |
| Mihai Coșcodan          | Raionul Ungheni                   | rector al Universității din Tiraspol                                                       |
| Valeriu Jardan          | Raionul Ungheni                   | neuropatolog la Spitalul Raional Cornești                                                  |
| Vasile Para             | Raionul Ungheni                   | inginer-șef la Combinatul de produse lactate din Ungheni                                   |
| Mihai Pătraș            | Raionul Ungheni                   | învățător                                                                                  |
| Constantin Sahanovschi  | Raionul Ungheni                   | prim-secretar al Comitetului Raional al PCM Ungheni                                        |
| Vasile Șoimaru          | Raionul Ungheni                   | docent, Universitatea de Stat din Chișinău                                                 |
| Dumitru Todoroi         | Raionul Ungheni                   | șef de catedră, Institutul Agricol din Chișinău                                            |
| Victor Uncuță           | Raionul Ungheni                   | medic-șef la Spitalul Raional Ungheni                                                      |
|                         |                                   |                                                                                            |
| Ion Eremia              | Raionul Vulcănești                | profesor, Școala Medie din s. Colibași                                                     |
| Vitalie Ustroi          | Raionul Vulcănești                | director general „Valeologia”                                                              |
| Vasile Vodă             | Raionul Vulcănești                | prim-secretar al Comitetului Raional al PCM Vulcănești                                     |

## Urmări
Frontul Popular din Moldova a obținut controlul absolut, iar deputații din unitățile separatiste Găgăuzia și Transnistria s-au retras în semn de protest față de reformele culturale legate de introducerea limbii române și a grafiei latine. Un conducător al FPM, Mircea Druc, a format noul guvern. Frontul Popular a considerat guvernul ca un consiliu de miniștri provizoriu; rolul său era să dizolve RSS Moldovenească și să se unească cu România.